# Carlo Pellegrino
Carlo Pellegrini (1613 – 3 de maio de 1678) foi um prelado católico romano que serviu como bispo de Avellino e Frigento (1673-1678).

## Biografia
Em 1613, Carlo Pellegrini nasceu em Castrovillari, na Itália. A 13 de março de 1673, foi nomeado durante o papado de Clemente X Bispo de Avellino e Frigento. No dia 16 de abril de 1673, foi consagrado bispo por Francesco Maria Febei, Arcebispo Titular de Tarso, com Pier Antonio Capobianco, Bispo Emérito da Lacedonia, e Giuseppe di Giacomo, Bispo de Bovino, servindo como co-consagradores. Pellegrini serviu como Bispo de Avellino e Frigento até à sua morte a 3 de maio de 1678.